# 石屏 (飞机设计专家)
石屏（1934年3月25日—2016年5月10日），中国飞机设计专家，中国工程院院士。

## 生平
1956年从南京航空学院（现南京航空航天大学）毕业后一直在洪都航空工业集团飞机设计研究所从事飞机设计工作，历任设计员、设计组长、副所长、副总设计师，后任K8、K8J飞机型号总设计师。他参加过初教6、强5、东风103等十几个型号飞机的研制，为初教六飞机1979年获国家质量金奖、强五飞机1985年获国家科技进步特等奖做出了突出贡献。
2003年当选为中国工程院院士。
2016年5月10日1时55分在南昌逝世。